# 명태 (드라마)
《명태》는 1993년 12월 3일에 방영되었던 MBC 창사 32주년 특집 드라마로, 사회소외층인 노인문제를 그렸다.
결혼 50주년을 맞은 노부부의 이야기를 통해 노인들의 고독과 죽음에 대한 공포, 그리고 여기에서 벗어나려는 심리를 세밀하게 그려냈다. 1부는 시한부 인생인 아내와 함께 마지막 가을 여행을 떠나 이승에서 누리는 마지막 행복을, 2부는 아내가 죽은 뒤 홀로 남은 비탄과 고독에 잠겨 노년의 삶을 힘겹게 보내게 되지만 고통 뒤에 죽음까지도 긍정할 줄 아는 초탈의 여유를 찾게 된다는 내용이다.
한편, 작가상 운영 규정에 따라 드라마-비드라마 부문으로 변경된 제 7회 한국방송작가상(95년 3월 개최)(93년 중후반기 ~ 94년) 드라마 부문 후보에 거론됐으나 탈락했다.

## 줄거리
윤재는 국민학교(현 초등학교) 동창 모임에서 친구들과 즐거운 시간을 갖고, 그 시간 평소 위장장애를 느껴오던 정순은 병원을 찾아 진찰을 받고 증세의 심각함을 눈치챈다. 결혼 50주년을 맞은 윤재부부는 금혼식 기념으로 제주도 여행을 다녀오라는 며느리 지숙의 제안도 거절한다. 어느 날 월세돈을 가로챈 아들 명수 때문에 속이 상한 윤재는 자주 다니는 파고다공원에 간다. 친구 윤영감 등과 만난 윤재는 그곳에서 한 노인의 갑작스런 죽음을 목격하고 우울한 기분이 된다. 한편 정순은 자신이 암말기임을 통보받고 남편에게는 위궤양이라고 거짓말을 한다. 정순은 평생 소원이라며 제주도 여행을 청하고 깐깐하기만 하던 윤재의 동의로 둘은 제주도 여행길에 오른다.
곧 철거되기로 한 집을 정순은 정성들여 도배하고 단장한다. 윤노인으로부터 정순의 증세가 심상치 않다는 말을 들은 윤재는 돌아와 정순을 다그치고, 정순이 사실을 시인하자 윤재는 절망한다. 자식들과의 의논도 무용지물, 윤재는 정성껏 정순을 보살피지만, 정순은 천천히 죽음 맞을 준비를 한다. 여전히 정순은 남편과 자식 걱정뿐이고 윤재는 아픔을 달래며 술을 마신다. 어느 날, 남편이 부엌에 있는 사이 정순은 조용히 눈을 감는다. 인생의 허무함을 뼈저리게 느끼는 윤재는 다시 제주도로 떠나 유서를 쓰고 자살을 기도하지만 실패한다.

## 등장 인물
- 장민호 : 박윤재 역
- 정혜선 : 김정순 역
- 이금복
- 서갑숙
- 장인환
- 고설봉
- 강계식
- 박예숙
- 김명희
- 이계인